# Перани, Марино
Марино Перани (итал. Marino Perani; 27 октября 1939, Понте-Носса, Ломбардия — 18 октября 2017, Болонья) — итальянский футболист, игравший на позиции нападающего, и тренер.

## Клубная карьера
Перани молодёжную карьеру провёл в «Аталанте». В 1956 году стал игроком основного состава. Также за свою клубную карьеру выступал за «Падову» и «Болонью». К последнему присоединился в 1958 году и сыграл за него 15 сезонов. В команде из Болонии Перани конкурировал за место в атаке с такими игроками, как Бруно Пейс, Антонио Рена, Джованни Вастола и Чезарино Червеллати. Марино на пару с Эцио Паскутти представляли грозное нападение, которое помогло «Болоньи» взять национальное чемпионство в сезоне 1963/64. Всего за «красно-синих» он сыграл 322 матча и забил 70 голов, став двукратным обладателем национального кубка. Завершил карьеру в 1975 году, выступая за канадский «Торонто Близзард».

## Международная карьера
14 июня 1966 дебютировал за национальную сборную Италии в товарищеском матче против Болгарии, в котором отметился забитым голом. Был включен в состав сборной на чемпионат мира 1966 года в Англии. Всего Перани провел в форме главной команды страны 4 матча и забил 1 гол.

### Статистика за сборную
| Матчи и гол Перани за сборную Италии | Матчи и гол Перани за сборную Италии | Матчи и гол Перани за сборную Италии | Матчи и гол Перани за сборную Италии | Матчи и гол Перани за сборную Италии | Матчи и гол Перани за сборную Италии |
| №                                    | Дата                                 | Оппонент                             | Счёт                                 | Голы                                 | Соревнование                         |
| ------------------------------------ | ------------------------------------ | ------------------------------------ | ------------------------------------ | ------------------------------------ | ------------------------------------ |
| 1                                    | 14 июня 1966                         | Болгария                             | 6:1                                  | 1                                    | Товарищеский матч                    |
| 2                                    | 22 июня 1966                         | Аргентина                            | 3:0                                  | -                                    | Товарищеский матч                    |
| 3                                    | 13 июля 1966                         | Чили                                 | 2:0                                  | -                                    | Чемпионат мира 1966                  |
| 4                                    | 19 июля 1966                         | КНДР                                 | 0:1                                  | -                                    | Чемпионат мира 1966                  |

4 матча и 1 гол: 3 победы, 1 поражение.

## Карьера тренера
После завершении карьеры в 1975 году Перани возглавил молодёжный состав клуба «Болонья». Его хорошие результаты позволили президенту в январе 1979 доверить ему руководство основной команды после ухода Бруно Пезаолы. Но после семи игр, имеющие отрицательные результаты, Перани был отстранен, а его место занял Чезарино Червеллати. В том же году он вернулся в клуб, где помог клубу закрепиться в середине таблицы, но в конце сезона был вновь отстранен.
В 1980 году возглавил «Удинезе» из Серии A, но уже к середине сезона был уволен. В следующем сезоне стал руководить клубом «Брешиа», сменив Альфредо Магни, но избежать его вылета в Серию C1.
В 1983 руководил «Салернитаной». В сезоне 1983/84 возглавил другой клуб из Серии C1 — «Парму», с которой выиграл национальное первенство. В следующем сезоне отрицательные результаты клуба привели к увольнению тренера.
Позднее руководил другими итальянскими клубами: «Падова», «Сан-Ремо», «Реджана» и «Равенна», «Прогрессо» и «Иперзола».

## Достижения

### Как футболист

#### «Болонья»
- Чемпион Италии: 1963/64
- Обладатель Кубка Италии: 1969/70
- Обладатель Кубка Митропы: 1961
- Обладатель Кубка англо-итальянской лиги: 1970

### Как тренер

#### «Парма»
- Чемпион Серии C1: 1983/84